# Tricladium chaetocladium
Tricladium chaetocladium är en svampart som beskrevs av Ingold 1974. Tricladium chaetocladium ingår i släktet Tricladium och familjen Helotiaceae.   Inga underarter finns listade i Catalogue of Life.